# إذا عادت فهي لك
إذا عادت فهي لك فيلم تركي صدر عام 2016 من إنتاج تيمور سافجي وجمال أوكان، ومن بطولة مراد بوز وايرم ساق وياسمين ألين وبوراك سيفينش، ومن إخراج إيرول أوزلوي.

## الممثلون
- مراد بوز (محمد)
- ايرم ساق (دفنه)
- ياسمين ألين (سيلين)
- أوراز كايغيلار أوغلو (كرد)
- بوراك سيفينش (آردا آردان)
- طه سونماز ايشيك
- سرحات أوزجان

## وصلات خارجية
```
اذا عادت فهي لك
 على موقع 
IMDb
 (الإنجليزية)
```

- اذا عادت فهي لك على موقع فيلمافينيتي (الإسبانية)
- اذا عادت فهي لك على موقع قاعدة بيانات الفيلم (الإنجليزية)
- اذا عادت فهي لك على موقع ليتربوكسد (الإنجليزية)
- اذا عادت فهي لك على موقع كينوبويسك (الروسية)